# Rikola-Gunnar Lüttgenau
Rikola-Gunnar Lüttgenau (* 1966 in Hagen) ist ein deutscher Historiker in Weimar.

## Leben
Von 1985 bis 1992 absolvierte er ein Studium der Geschichts- und Medienwissenschaften in Bochum, Hamburg und Düsseldorf, seit 1993 wissenschaftlicher Mitarbeiter der Gedenkstätte Buchenwald. Er ist zudem stellvertretender Direktor der Gedenkstätten Buchenwald und Mittelbau-Dora. Außerdem ist er dessen Leiter für Strategische Kommunikation und Öffentlichkeitsarbeit. Sein Arbeitsgebiet ist das Themenfeld Konzentrationslager, Zwangsarbeit und Vernichtung im Nationalsozialismus. Er nimmt aber auch die Nutzung des Konzentrationslagers als Speziallager 2 durch die Sowjets in den Blick. Lüttgenau kuratiert auch zu diesem Themenfeld Ausstellungen. Im sechsten Teil der ZDF-Serie Böse Bauten kommentierte er das Konzentrationslager Buchenwald.

## Veröffentlichungen
- mit Bodo Ritscher, Gabriele Hammermann, Wolfgang Röll Julia Landau (Hrsg.): Das sowjetische Speziallager Nr. 2 1945 bis 1950. Wallstein Verlag, Göttingen 2020, ISBN 978-3-8353-3637-7
- Weimar im Nationalsozialismus: ein Stadtplan. Stiftung Gedenkstätten Buchenwald und Mittelbau-Dora, Weimar 2023, ISBN 978-3-935598-32-3
- mit Daniel Logemann und Jens-Christian Wagner (Hrsg.): Zwangsarbeit im Nationalsozialismus. Wallstein-Verlag, Göttingen 2024, ISBN 978-3-8353-5772-3